# Neu Konservatiw
Neu Konservatiw je album v živo skupine Laibach. Izšel je leta 1985. Posnet je bil 15. junija 1985 v Israelhalle v Hamburgu, med turnejo "Occupied Europe Tour". Prvotno je album izšel kot poluradna izdaja v 1000 izvodih.

## Seznam pesmi
1. »Vier Personen« – 5:37
2. »Nova akropola« – 13:12
3. »Vade retro Satanas« – 4:47
4. »Die Liebe« – 5:20
5. »Du der Herausfordest« (Ti, ki izzivaš) – 4:11
6. »Der Staat« (Država) – 10:19